# Suola (fiume)
Il Suola (in russo Суола?) è un fiume della Russia siberiana orientale, affluente di destra della Lena. Scorre nell'Amginskij ulus e nel Megino-Kangalasskij ulus della Sacha (Jacuzia).

## Descrizione

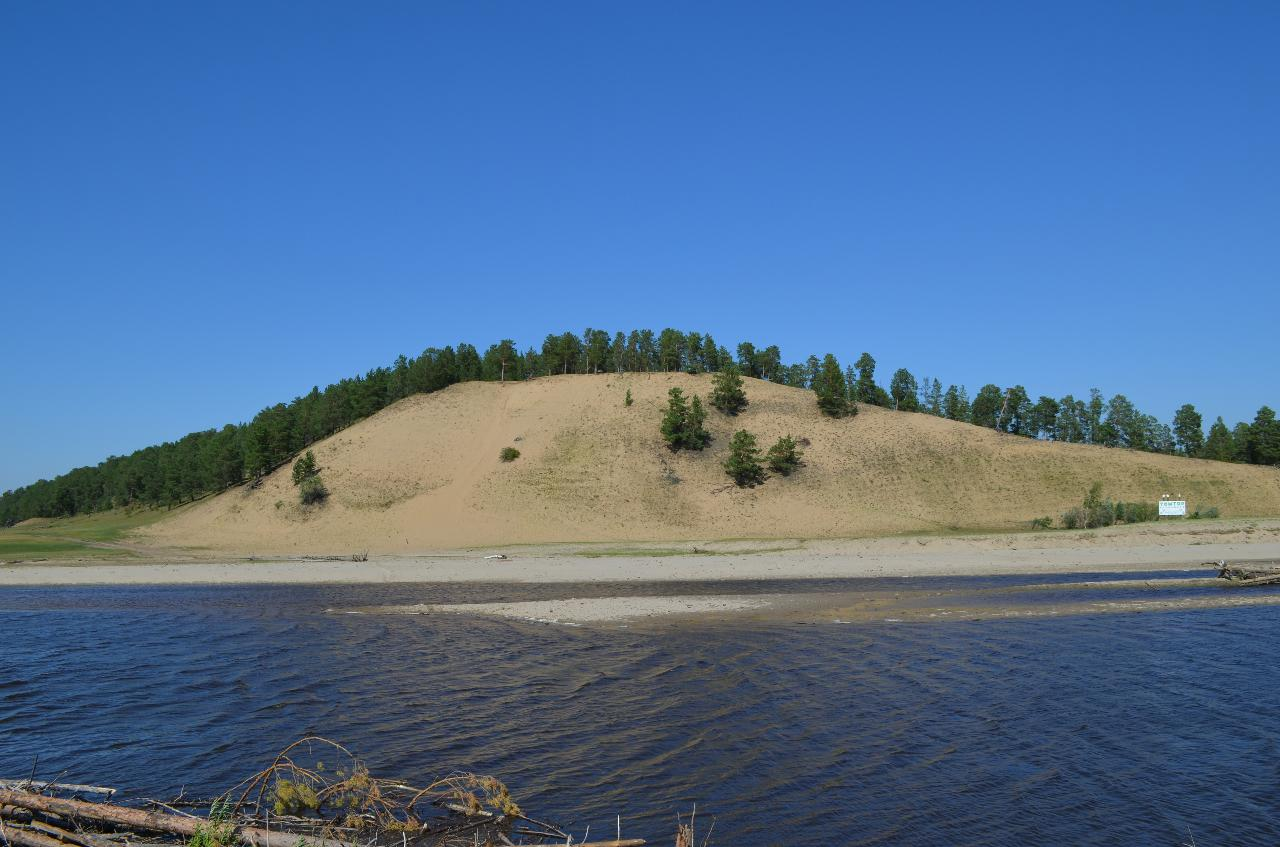
La collina Sullar Myraan lungo il fiume Suola

Il fiume ha origine nello spartiacque dei fiumi Lena e Amga e scorre in direzione nord-ovest. La lunghezza del fiume è di 224 km, l'area del suo bacino è di 5 350 km². Sfocia nella Lena a 1 488 km dalla sua foce, a nord del villaggio di Tektjur (Тектюр); molti insediamenti si trovano lungo il suo corso. Sulla sponda opposta della Lena, poco più a monte si trova la città di Jakutsk, capitale della repubblica Sacha. Il maggior affluente (da destra) del Suola è il fiume Tiere, lungo 94 km. 

## Storia
Lungo il fiume, tra i villaggi di Tektjur e Tomtor si trova una collina di sabbia chiamata Suullar Myraan (in lingua sacha: Сууллар Мыраан)) dove, nel 2015, è stato trovato uno scheletro quasi completo di un mammut (Mammuthus primigenius).